# Hagonoy (Bulacan)

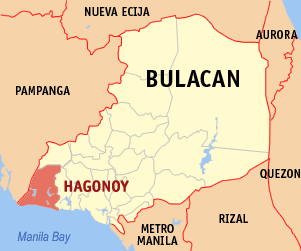

Hagonoy est une municipalité de la province de Bulacan, aux Philippines.

## Personnalités
- Pedro Bantigue y Navididad (1920-2012), évêque de San Pablo, est natif d'Hagonoy.